# 新城镇 (昭觉县)
新城镇，是中华人民共和国四川省凉山彝族自治州昭觉县下辖的一个乡镇级行政单位。2021年1月12日，撤销达洛乡、树坪乡和龙恩乡，将原达洛乡、原树坪乡、原龙恩乡日普村所属行政区域划归新城镇管辖。

## 行政区划
新城镇下辖以下地区：
城南社区、城中社区、城北社区、拖且村、俄尔古取村、拖都村、文子各村、乃托村、塘摩村、南坪村、跳窝坝村、结窝拢莫村和移民新村。